# Proto-bantou
Le proto-bantou, ou bantou commun, est une langue préhistorique et reconstruite sans témoignage écrit, supposée être à l'origine de toutes les langues dites « bantoues ». Elle a été très partiellement reconstruite à partir de la comparaison entre les langues, actuelles ou anciennes, qui en sont issues. Notre connaissance du proto-bantou repose donc sur la linguistique comparée, et notamment sur la phonétique historique. On peut reconstruire quelques aspects de phonologie de lexique et de morphologie.

## Lexique
Les tableaux suivants présentent son lexique selon Bastin et al. (2002):

### Plantes
| proto-bantou | nom scientifique         | famille         | français                         | anglais                   | ton   | classe             | distribution                                                                   |
| ------------ | ------------------------ | --------------- | -------------------------------- | ------------------------- | ----- | ------------------ | ------------------------------------------------------------------------------ |
| *dembedembe  | Cassia petersiana        | Caesalpiniaceae | arbrisseau                       | shrub                     |       |                    | Regions 1: SE - Zones 1: S                                                     |
| *dʊmbʊe      |                          | Ixonanthaceae   | arbuste à tubercules comestibles | shrub with edible tuber   |       |                    | Regions 1: Ce - Zones 2: L M                                                   |
| *tʊgʊnda     | Vangueria sp.            | Rubiaceae       | arbuste épineux                  | thorn-shrub               |       |                    | Regions 1: NE - Zones 1: J                                                     |
| *pʊkʊ        | Vernonia conferta        | Compositae      |                                  |                           |       |                    | Regions 2: NW SW - Zones 2: C H                                                |
| *cʊmbʊ       | Manihot esculenta        | Euphorbiaceae   | manioc                           | cassava                   |       |                    | Regions 1: NW - Zones 1: C                                                     |
| *jʊ̀mbàtɪ̀     | Manihot esculenta        | Euphorbiaceae   | manioc                           | cassava                   | LLL   | 3                  | Regions 1: NE - Zones 1: J                                                     |
| *dʊndʊ       | Manihot esculenta        | Euphorbiaceae   | manioc                           | cassava                   |       |                    | Regions 2: SW Ce - Zones 2: H L                                                |
| *dʊ́ngʊ́       |                          |                 | piment ; poivre                  | red pepper; pepper        | HH    | N 9/10, (11/10)    | Regions 3: NW SW Ce - Zones 7: A B C H K L R                                   |
| *dʊ́ʊ́ngʊ́      |                          |                 | poivre                           | shrub: pepper             | HHH   | N 9/10, (11/10)    | Pas d'opposition établie V/VV dans ce contexte.                                |
| *kómà        | Grewia spp.              | Tiliaceae       |                                  |                           | HL    | 3                  | Regions 1: NE - Zones 1: J                                                     |
| *kʊ́dianjánà  | Clerodendrum myricoides  | Verbenaceae     |                                  |                           | H__HL | N 3                | Regions 1: NE - Zones 1: J                                                     |
| *cèngèdè     |                          | Bambusoideae    | bambou                           | bamboo                    | LLL   | 3                  | Regions 2: Ce SE - Zones 3: L M S                                              |
| *cʊ́nʊ́nʊ́      |                          | Bambusoideae    | bambou                           | bamboo                    | HHH   | 3/4                | Regions 2: Ce NE - Zones 3: F L M                                              |
| *gànò        |                          | Bambusoideae    | bambou                           | bamboo                    | LL    | N 3                | Regions 1: NE - Zones 1: J                                                     |
| *cèngʊ́       |                          | Bambusoideae    | bambou                           | bamboo                    | LH    | 11                 | Regions 1: Ce - Zones 2: L M                                                   |
| *donge       |                          | Bambusoideae    | bambou                           | bamboo                    |       |                    | Regions 2: Ce NE - Zones 2: J M                                                |
| *njú         | Arachis sp.              | Fabaceae        | arachide                         | groundnut                 | H     | N                  | Regions 2: NW SW - Zones 2: B H                                                |
| *jʊ̀gʊ́        |                          | Fabaceae        | arachide                         | groundnut                 | LH    | N 9/10, (11/10)    | Regions 4: NW NE SE - Zones 5: B C E G S                                       |
| *jʊ̀kʊ́        |                          | Fabaceae        | arachide                         | groundnut                 | LH    | N 11               | Regions 3: NW SE - Zones 2: C S                                                |
| *jʊ́ngʊ́       | Cucurbita sp.            | Cucurbitaceae   | courge                           | pumpkin                   | HH    | N 3/4, 5/6         | Regions 3: Ce NE SE - Zones 7: E F J L M N P                                   |
| *tʊʊtʊ       |                          | Cucurbitaceae   | courge                           | pumpkin                   |       |                    | Regions 3: SW NE - Zones 2: K J                                                |
| *pʊ̀dí        | Cucurbita sp.            | Cucurbitaceae   | courge                           | pumpkin                   | LH    | N (5/6)            | Regions 3: Ce NE SE - Zones 5: E L M N S                                       |
| *cʊʊca       |                          | Cucurbitaceae   | feuille de courge                | pumpkin leaf              |       |                    | Regions 1: NE - Zones 1: J                                                     |
| *kʊ́ndè       | Phaseolus sp.            | Fabaceae        | haricot                          | bean                      | HL    | N 5/6, 9/10, 11/10 | Regions 5: NW SW Ce NE SE - Zones 11: A C D E G K L M N P R                    |
| *kʊ̀á         | Dioscorea                |                 | igname sp.                       | yam sp.                   | LH    | N 7/8              | Regions 4: NW SW NE - Zones 4: A B E H                                         |
| *kutɪ        | Entada gigas             | Mimosaceae      |                                  |                           |       |                    | Regions 2: NW SW - Zones 2: C H                                                |
| *cʊcʊ        |                          |                 | ortie sp.                        | nettle sp.                |       |                    | Regions 1: NE - Zones 1: J                                                     |
| *jʊ̀mbʊ̀       | Ipomoea batatas          | Convolvulaceae  | patate douce                     | sweet potato              | LL    | 7                  | Regions 2: Ce NE - Zones 3: J L M                                              |
| *tʊda        | Solanum nigrum           | Solanaceae      | solanée sp.                      | nightshade                |       |                    | Regions 3: Ce NE SE - Zones 4: E G N S                                         |
| *kuanka      | Nicotiana tabacum        | Solanaceae      | tabac                            | tobacco                   |       |                    | Regions 1: Ce - Zones 2: L M                                                   |
| *tamba       | Ipomoea sp.              | Convolvulaceae  | patate douce                     | sweet potato              |       |                    | Regions 2: NW Ce - Zones 2: C L                                                |
| *cʊ́á         |                          | Poaceae sp.     |                                  |                           | HH    | N                  | Regions 4: SW Ce NE SE - Zones 8: D E F H J L M S                              |
| *mʊ̀dɪ̀        |                          | Poaceae sp.     |                                  |                           | LL    | 3                  | Regions 1: NE - Zones 1: J                                                     |
| *nàdì        | Parinari spp.            | Rosaceae        |                                  |                           | LL    | 3                  | Regions 1: NE - Zones 1: J                                                     |
| *gomeda      | Mitragyna rubrostipulata | Rubiaceae       |                                  |                           |       |                    | Regions 1: NE - Zones 1: J                                                     |
| *tàmbiá      | Pouzolzia hypoleuca      | Urticaceae      |                                  |                           | L_H   | 3+9                | Regions 1: SE - Zones 1: S                                                     |
| *dàgò        |                          |                 | plante médicinale à bulbe        | medicinal plant with bulb | LL    | N 5                | Regions 1: NE - Zones 1: J                                                     |
| *jènyè       |                          |                 | plante odorante sp.              | fragrant plant sp.        | LL    | 11                 | Regions 1: Ce - Zones 1: L                                                     |
| *dàndà       |                          |                 | plante rampante sp. ; liane      | creeping plant sp.; liana | LL    | N 3                | Regions 3: NW Ce NE - Zones 3: C D J                                           |
| *bónò        | Ricinus communis         | Euphorbiaceae   | ricin                            | castor-oil plant          | HL    | N 3/4, (5/6)       | Regions 4: NW SW Ce NE - Zones 6: B E G J H M                                  |
| *mónò        | Ricinus communis         | Euphorbiaceae   | ricin                            | castor-oil plant          | HL    | N (3/4), (11/10)   | Regions 2: SW Ce - Zones 5: H K L M R                                          |
| *genge       | Spondias spp.            | Anacardiaceae   |                                  |                           |       |                    | Regions 2: NW SW - Zones 2: C H                                                |
| *camba       | Lannea sp.               | Anacardiaceae   |                                  |                           |       |                    | Regions 1: SE - Zones 1: S                                                     |
| *kinga       | Papowia obovata          | Anonaceae       |                                  |                           |       |                    | Regions 2: Ce SE - Zones 2: M S                                                |
| *pingampada  |                          | Blechnaceae sp. |                                  |                           |       |                    | Regions 1: SE - Zones 1: S                                                     |
| *támbá       |                          | Bombacaceae sp. |                                  |                           | HH    | 3                  | Regions 1: NW - Zones 1: C                                                     |
| *bombʊe      | Boscia spp.              | Capparaceae     |                                  |                           |       |                    | Regions 1: SE - Zones 1: S                                                     |
| *jamba       | Cannabinaceae sp.        |                 | chanvre                          | hemp                      |       |                    | Regions 2: SW Ce - Zones 4: H K L M                                            |
| *godo        | Combretum spp.           | Combretaceae    |                                  |                           |       |                    | Regions 3: Ce NE SE - Zones 3: E N S                                           |
| *kòndè       | Euphorbia ingens         | Euphorbiaceae   |                                  |                           | LL    | N 3                | Regions 1: SE - Zones 1: S                                                     |
| *dɪ́anjònì    | Sapotaceae sp.           | Euphorbiaceae   |                                  |                           | H_LL  | N 3                | Regions 1: NE - Zones 2: G J                                                   |
| *ciici       | Symphonia sp.            | Guttiferae      |                                  |                           |       |                    | Regions 1: NE - Zones 2: F J                                                   |
| *congʊa      | Garcinia huillensis      | Guttiferae      |                                  |                           |       |                    | Regions 2: SW Ce - Zones 3: K L M                                              |
| *kóndè       | Phaseolus sp.            | Fabaceae        | haricot                          | bean                      | HL    | N 11               | Regions 1: NW - Zones 1: C                                                     |
| *démbé       | Strophanthus spp.        | Apocynaceae     | liane toxique                    | poisoness creeper         | HH    | 3                  | Regions 1: Ce - Zones 2: L M                                                   |
| *támbá       | Strychnos sp.            | Loganiaceae     |                                  |                           | HH    | 3                  | Regions 2: NE SE - Zones 2: E S                                                |
| *jóngójàmbá  | Albizzia spp.            | Mimosaceae      |                                  |                           | HHLH  | N                  | Regions 1: NW - Zones 1: C                                                     |
| *ceeno       | Ficus spp.               | Moraceae        |                                  |                           |       |                    | Regions 1: NE - Zones 1: J                                                     |
| *kòmí        | Myrianthus arboreus      | Moraceae        |                                  |                           | LH    | 3                  | Regions 1: NW - Zones 1: C                                                     |
| *céngà       | Pycnanthus spp.          | Myristicaceae   |                                  |                           | HL    | 3                  | Regions 1: NW - Zones 1: C                                                     |
| *panga       | Maesa lanceolata         | Myrsinaceae     |                                  |                           |       |                    | Regions 1: NE - Zones 1: J                                                     |
| *koma        |                          | Arecaceae spp.  |                                  |                           |       |                    | Regions 2: Ce NE - Zones 3: E F L                                              |
| *còngú       | Maesopsis eminii         | Rhamnaceae      |                                  |                           | LH    | 3                  | Regions 1: NW - Zones 1: C                                                     |
| *bónòbónò    | Ricinus communis         | Euphorbiaceae   | ricin                            | castor oil plant          | HLHL  | N 3/4              | Regions 2: Ce NE - Zones 2: J M                                                |
| *bɪdʊ        | Vangueria sp.            | Rubiaceae       |                                  |                           |       |                    | Regions 1: NE - Zones 2: E G                                                   |
| *cambɪa      |                          | Sapotaceae spp. |                                  |                           |       |                    | Regions 2: Ce NE - Zones 4: E G J M                                            |
| *dede        | Sterculia africana       | Sterculiaceae   |                                  |                           |       |                    | Regions 2: Ce SE - Zones 2: N S                                                |
| *godia       | Sterculia spp.           | Sterculiaceae   |                                  |                           |       |                    | Regions 2: NE SE - Zones 3: E G S                                              |
| *bábì        | Urera tenax              | Urticaceae      |                                  |                           | HL    | N                  | Regions 1: SE - Zones 1: S                                                     |
| *joco        | Oryza sativa             | Poaceae         | riz                              | rice                      |       |                    | Regions 2: NW SW - Zones 2: C H                                                |
| *pʊ̀ngà       | Oryza sp.                | Poaceae         | riz                              | rice                      | LL    | N 3                | Distribution provisoirement réunie avec HH, fiche 2656. A étudier. Diffusion ? |
| *pʊ̀ngá       | Oryza sp.                | Poaceae         | riz                              | rice                      | LH    | N 3                | Distribution provisoirement réunie avec HH, fiche 2656. A étudier. Diffusion ? |
| *pʊ́ngá       | Oryza sp.                | Poaceae         | riz                              | rice                      | HH    | N 3                | Regions 4: NW Ce NE SE - Zones 9: C E G J L M N P S                            |
| *tétè        |                          |                 |                                  |                           | HL    | N 5/6, (11/10)     | LL en L31a luba-Ks . VV en J .                                                 |
| *dʊ̀ndʊ̀       |                          |                 | liane à caoutchouc               | gum creeper               | LL    | 14-Sep             | Regions 2: SW Ce - Zones 2: K L                                                |
| *tʊ́pɪ̀        | Landolphia sp.           | Apocynaceae     | liane à caoutchouc               | gum creeper               | HL    | 3                  | Regions 1: NW - Zones 1: C                                                     |
| *bʊ̀ngò       | Landolphia sp.           | Apocynaceae     | liane et son fruit               | creeper and fruit         | LL    | N 5 - 3            | Regions 3: Ce NE SE - Zones 7: E G J L M N S                                   |
| *bʊ́gʊ́        |                          |                 | liane sp.                        | creeper sp.               | HH    | 3-Sep              | Regions 1: NE - Zones 2: E J                                                   |
| *cʊ̀dɪ́        |                          |                 | liane sp.                        | creeper sp.               | LH    | 11                 | Regions 1: NE - Zones 1: J                                                     |
| *dʊ̀gʊ̀        | Piper guineense          | Piperaceae      | liane sp.                        | creeper sp.               | LL    | 3                  | Regions 1: NW - Zones 1: C                                                     |
| *nyàngá      | Landolphia buchananii    | Apocynaceae     |                                  |                           | LH    | 11                 | Regions 2: Ce SE - Zones 2: L S                                                |
| *ntʊ̀kʊjìnama | Clematis                 | Ranunculaceae   |                                  |                           | L_L__ | N 3                | Regions 1: Ce - Zones 1: L                                                     |
| *tétè        |                          |                 | roseau ; liane                   | reed; liana               | HL    | N 5/6, (11/10)     | Regions 5: NW SW Ce NE SE - Zones 13: B C D F G H K L M N P R S                |
| *càngà       |                          |                 | roseau spp.                      | reed spp.                 | LL    | 11                 | Regions 1: SE - Zones 1: S                                                     |
| *déngé       |                          | Poaceae sp.     | roseau                           | reed                      | HH    | 5                  | Regions 2: NW Ce - Zones 3: C D L                                              |

#### Arbres
| proto-bantou  | nom scientifique              | famille          | français                               | anglais                                       | ton   | classe          | distribution                                                      |
| ------------- | ----------------------------- | ---------------- | -------------------------------------- | --------------------------------------------- | ----- | --------------- | ----------------------------------------------------------------- |
| *càmbà        | Brachystegia spp.             | Caesalpiniaceae  |                                        |                                               | LL    | N 3             | Regions 3: NW SW Ce - Zones 4: C K L M                            |
| *tɪ́           |                               |                  | arbre ; bâton                          | tree; stick                                   | H     | N 3/4           | Regions 5: NW SW Ce NE SE - Zones 14: A B C D E F G H J K L M R S |
| *tungo        | Anisophyllea                  | Anisophylleaceae | arbre (fruit comestible)               | tree (edible fruit)                           |       |                 | Regions 2: SW Ce - Zones 3: H L M                                 |
| *bɪ́dɪ́         | Canarium schweinfurthii       | Burseraceae      | arbre (safoutier)                      |                                               | HH    | N 3             | Regions 3: NW SW Ce - Zones 6: A C D H K L                        |
| *cʊpi         |                               | Bombacaceae      |                                        |                                               |       |                 | Regions 1: NE - Zones 2: G J                                      |
| *camba        | Commiphora                    | Caesalpiniaceae  |                                        |                                               |       |                 | Regions 1: Ce - Zones 2: L M                                      |
| *nyíngà       | Pterocarpus sp.               |                  | arbre à bois rouge                     | tree with red wood                            | HL    | N 3             | Regions 1: NE - Zones 1: F                                        |
| *còngòdè      | Strychnos cocculoides         | Loganiaceae      | arbre à fruits comestibles             | tree with edible fruits                       | LLL   | 3               | Regions 1: Ce - Zones 2: L M                                      |
| *bʊ̀dɪ̀         | Diplorhynchus sp.             | Apocynaceae      | arbre à glu                            | bird-lime tree                                | LL    | 3/4             | Regions 2: SW Ce - Zones 2: K L                                   |
| *pɪ̀dà         |                               |                  | arbre à gomme ; caoutchouc             | rubber-tree; rubber                           | LL    | N 3             | Regions 3: Ce NE SE - Zones 8: D E G J L M N S                    |
| *bʊ̀jʊ́         | Adansonia digitata            | Bombacaceae      | arbre baobab                           | baobab                                        | LH    | N 3/4           | Regions 4: NW Ce NE SE - Zones 5: C G M N S                       |
| *jìngà        |                               |                  | arbre épineux                          | thorn-tree                                    | LL    | N               | C1 y chez Gt.                                                     |
| *ngà          |                               |                  | arbre épineux                          | thorn-tree                                    | L     | N               | Gt ps 200                                                         |
| *gʊ̀ngà        | Acacia sp.                    | Mimosaceae       | arbre épineux                          | thorn-tree                                    | LL    | N 3/4, 5/6      | Regions 4: SW Ce NE SE - Zones 8: E G J K L M N S                 |
| *kʊda         | Pterocarpus sp.               | Fabaceae         | arbre fournissant poudre rouge         | tree providing red powder                     | HL    | N 3             | Regions 2: SW Ce - Zones 3: K L M                                 |
| *kòmè         | Strychnos spp.                | Loganiaceae      | arbre fruitier                         | fruit tree                                    | LL    | 3               | Regions 2: Ce NE - Zones 3: J L M                                 |
| *kabu         | Ancistrophyllum secundiflorum | Arecaceae        | arbre palmier                          | palm-tree                                     |       |                 | Regions 2: NW SW - Zones 2: C H                                   |
| *cʊgʊcʊgʊ     | Phoenix reclinata             | Arecaceae        | arbre palmier                          | palm-tree                                     |       |                 | Regions 1: NE - Zones 1: J                                        |
| *bude         | Salix subserrata              | Salicaceae       | arbre saule                            | willow                                        |       |                 | Regions 2: Ce SE - Zones 2: M S                                   |
| *dímàmʊ̀dɪ̀dò   |                               |                  | arbre sp.                              |                                               | HLLLL | N 7             | Regions 2: NE SE - Zones 2: J S                                   |
| *càcè         |                               |                  | arbre sp. (bois utilisé pour mortiers) | tree sp. (wood used for mortars)              | LL    | 3               | Regions 1: Ce - Zones 2: L M                                      |
| *bʊmbo        | Lannea sp.                    | Anacardiaceae    |                                        |                                               |       |                 | Regions 3: Ce NE SE - Zones 4: J L M S                            |
| *kùkà         | Alstonia congensis            | Apocynaceae      |                                        |                                               | LL    | 3/4             | Regions 1: NW - Zones 2: A C                                      |
| *bàmbʊ̀àngòmà  | Balanites aegyptiaca          | Apocynaceae      |                                        |                                               | LLLLL | N 3             | Regions 2: Ce SE - Zones 3: L M S                                 |
| *bàmbʊ̀àngòmà  | Carissa edulis                | Balanitaceae     |                                        |                                               | LLLLL | N 3             | Regions 2: Ce SE - Zones 3: L M S                                 |
| *cʊbo         | Brachystegia sp.              | Caesalpiniaceae  |                                        |                                               |       |                 | Regions 2: SW Ce - Zones 2: K L                                   |
| *tʊ́pà         | Euphorbia candelabrum         | Euphorbiaceae    | euphorbe candélabre                    |                                               | HL    | 3               | Regions 2: Ce NE - Zones 2: J L                                   |
| *pʊndʊ        | Parinari mobola               | Rosaceae         |                                        |                                               |       |                 | Regions 1: Ce - Zones 2: L M                                      |
| *pʊʊpʊe       | Fagara sp.                    | Rutaceae         |                                        |                                               |       |                 | Regions 1: Ce - Zones 2: L M                                      |
| *toba         | Diplorhynchus spp.            | Apocynaceae      |                                        |                                               |       |                 | Regions 2: Ce SE - Zones 3: M N S                                 |
| *càcà         | Sapium ellipticum             | Euphorbiaceae    |                                        |                                               | LL    | 3               | Regions 1: NE - Zones 2: F J                                      |
| *jɪba         | Acacia sp.                    |                  |                                        |                                               |       |                 | Regions 1: Ce - Zones 2: L M                                      |
| *dódò         | Anona spp.                    | Anonaceae        |                                        |                                               | HL    | N 3             | Regions 4: NW SW Ce SE - Zones 6: C H K L M S                     |
| *kompua       | Carissa edulis                | Apocynaceae      |                                        |                                               |       |                 | Regions 1: Ce - Zones 2: L M                                      |
| *jengede      | Diplorhynchus mossambicensis  | Apocynaceae      |                                        |                                               |       |                 | Regions 1: Ce - Zones 2: L M                                      |
| *kudʊ         | Polyscias sp.                 | Araliaceae       |                                        |                                               |       |                 | Regions 1: NE - Zones 2: E J                                      |
| *dámbà        |                               |                  | baobab                                 | baobab                                        | HL    | N 3/4           | Regions 2: NE SE - Zones 3: E G P                                 |
| *dámbé        |                               |                  | baobab                                 | baobab                                        | HH    | N 3/4           | Regions 2: Ce SE - Zones 2: N P                                   |
| *bídʊ         |                               |                  | bibassier (dit néflier)                | medlar tree                                   | H_    | 3               | Regions 2: NE SE - Zones 4: F G J S                               |
| *cɪoda        | Markhamia platycalyx          | Bignoniaceae     |                                        |                                               |       |                 | Regions 1: NE - Zones 1: J                                        |
| *búgangòmà    | Cordia sp.                    | Boraginaceae     |                                        |                                               | H_LL  | N 3             | Regions 1: NE - Zones 1: J                                        |
| *jɪ́dɪ́         | Canarium schweinfurthii       | Burseraceae      |                                        |                                               | HH    | N               | Regions 1: NW - Zones 2: A C                                      |
| *pùmbè        |                               | Caesalpiniaceae  |                                        |                                               | LL    | 3/4             | Regions 3: SW Ce NE - Zones 4: J K L M                            |
| *kamba        | Afzelia quanzensis            | Caesalpiniaceae  |                                        |                                               |       |                 | Regions 2: NE SE - Zones 2: E S                                   |
| *caka         | Brachystegia spp.             | Caesalpiniaceae  |                                        |                                               |       |                 | Regions 1: Ce - Zones 1: M                                        |
| *pʊ̀mí         | Erythrophleum guineense       | Caesalpiniaceae  |                                        |                                               | LH    | N               | Regions 3: NW SW Ce - Zones 4: C D K M                            |
| *tʊkʊtʊ       | Piliostigma thonningii        | Caesalpiniaceae  |                                        |                                               |       |                 | Regions 2: Ce SE - Zones 2: N S                                   |
| *dama         | Piliostigma thonningii        | Caesalpiniaceae  |                                        |                                               |       |                 | Regions 1: NE - Zones 1: J                                        |
| *gùmbú        | Schotia romii                 | Caesalpiniaceae  |                                        |                                               | LH    | 3/4             | Regions 1: NW - Zones 1: C                                        |
| *dàdé         | Schwarzia madagascariensis    | Caesalpiniaceae  |                                        |                                               | LH    | 9               | Regions 2: SW Ce - Zones 3: K L M                                 |
| *dʊdʊe        |                               | Caesalpiniaceae  |                                        |                                               |       |                 | Regions 1: Ce - Zones 2: L M                                      |
| *konono       | Terminalia spp.               | Combretaceae     |                                        |                                               |       |                 | Regions 1: SE - Zones 1: S                                        |
| *damane       | Combretum ghasalense          | Combretaceae     |                                        |                                               |       |                 | Regions 2: Ce SE - Zones 2: M S                                   |
| *pʊmpa        | Combretum sp.                 | Combretaceae     |                                        |                                               |       |                 | Regions 1: SE - Zones 1: S                                        |
| *dàmá         | Combretum spp.                | Combretaceae     |                                        |                                               | LH    | 3               | Regions 2: Ce NE - Zones 6: E F J L M N                           |
| *cʊ́cʊ̀         | Terminalia sp.                | Combretaceae     |                                        |                                               | HL    | 3               | Regions 1: SE - Zones 1: S                                        |
| *dʊdʊdia      | Vernonia sp.                  | Compositae       |                                        |                                               |       |                 | Regions 2: NE SE - Zones 2: J S                                   |
| *ntʊ̀pìita     |                               | Ebenaceae        |                                        |                                               | LL__  | N 3             | Regions 1: Ce - Zones 2: L M                                      |
| *ntʊ̀kapìita   |                               | Ebenaceae        |                                        |                                               | L_L__ | N 3             | Regions 1: Ce - Zones 2: L M                                      |
| *pumbo        | Diospyros batocana            | Ebenaceae        |                                        |                                               |       |                 | Regions 1: Ce - Zones 2: L M                                      |
| *kenge        | Diospyros spp.                | Ebenaceae        |                                        |                                               |       |                 | Regions 2: Ce SE - Zones 2: L S                                   |
| *pɪ́ngò        |                               |                  | ébène                                  | ebony-tree                                    | HL    | N 3/4           | Regions 3: Ce NE SE - Zones 5: E G N P S                          |
| *caca         | Macaranga sp.                 | Euphorbiaceae    |                                        |                                               |       |                 | Regions 3: NW NE - Zones 2: C J                                   |
| *cʊ̀kʊ̀         | Uapaca sp.                    | Euphorbiaceae    |                                        |                                               | LL    | 3               | Regions 2: Ce SE - Zones 4: L M N S                               |
| *kʊ̀cʊ̀         | Uapaca sp.                    | Euphorbiaceae    |                                        |                                               | LL    | 3               | Regions 1: Ce - Zones 2: L M                                      |
| *dɪ̀ndì        | Erythrina sp.                 | Fabaceae         |                                        |                                               | LL    | N 3             | Regions 1: NE - Zones 1: J                                        |
| *dʊngʊ        | Erythrina sp.                 | Fabaceae         |                                        |                                               |       |                 | Regions 2: NE SE - Zones 3: E J S                                 |
| *bàngá        | Pericopsis angolensis         | Fabaceae         |                                        |                                               | LH    | N 3             | Regions 4: SW Ce NE SE - Zones 5: J K L M S                       |
| *dombʊa       | Pterocarpus angolensis        | Fabaceae         |                                        |                                               |       |                 | Regions 1: Ce - Zones 2: L M                                      |
| *kʊ́nyʊ̀        |                               | Moraceae         | figuier                                | fig-tree                                      | HL    | N 3/4           | Regions 2: Ce NE - Zones 2: J M                                   |
| *kʊ́jà         | Ficus sp.                     | Moraceae         | figuier                                | fig-tree                                      | HL    | N               | Regions 2: Ce SE - Zones 2: L S                                   |
| *kʊ́jʊ̀         | Ficus sp.                     | Moraceae         | figuier                                | fig-tree                                      | HL    | N 3/4, 7/8      | Regions 4: SW Ce NE SE - Zones 12: D E F G H J K L N P R S        |
| *pudu         |                               | Irvingiaceae sp. |                                        |                                               |       |                 | Regions 1: NW - Zones 1: C                                        |
| *jembe        |                               |                  | manguier                               | mango-tree                                    |       | N 3             | Regions 3: SW Ce NE - Zones 5: E H J L M                          |
| *dʊdʊ         |                               | Meliaceae sp.    |                                        |                                               |       |                 | Regions 2: Ce SE - Zones 3: L M S                                 |
| *bʊba         |                               | Mimosaceae       |                                        |                                               |       |                 | Regions 2: Ce NE - Zones 2: J M                                   |
| *cangʊ        |                               | Mimosaceae spp.  |                                        |                                               |       |                 | Regions 2: Ce SE - Zones 2: M S                                   |
| *gàndò        | Acacia spp.                   | Mimosaceae       |                                        |                                               | LL    | 11              | Regions 1: NE - Zones 1: J                                        |
| *cebeja       | Albizzia spp.                 | Mimosaceae       |                                        |                                               |       |                 | Regions 1: NE - Zones 1: J                                        |
| *pʊngɪ        | Bosqueia angolensis           | Moraceae         |                                        |                                               |       |                 | Regions 1: NW - Zones 1: C                                        |
| *bude         | Chlorophora excelsa           | Moraceae         |                                        |                                               |       |                 | Regions 1: NE - Zones 3: E G J                                    |
| *dʊ̀ndʊ́        | Chlorophora excelsa           | Moraceae         |                                        |                                               | LH    | 3               | Regions 1: NW - Zones 1: C                                        |
| *tàbà         | Ficus                         | Moraceae         |                                        |                                               | LL    | 3               | Regions 2: SW Ce - Zones 2: K M                                   |
| *dʊmba        | Ficus sp.                     | Moraceae         |                                        |                                               |       |                 | Regions 2: Ce NE - Zones 3: D J L                                 |
| *gùmò         | Ficus sp.                     | Moraceae         |                                        |                                               | LL    | 3/4             | Regions 2: NE SE - Zones 3: G J S                                 |
| *còmbò        |                               | Myrtaceae spp.   |                                        |                                               | LL    | 3               | Regions 2: SW Ce - Zones 3: K L M                                 |
| *donko        | Milletia sp.                  | Papilionaceae    | petit arbre                            | small tree                                    |       |                 | Regions 1: NE - Zones 1: J                                        |
| *túdà         | Sclerocarya birrea caffra     | Anacardiaceae    | noyer sauvage                          | wild nut-tree                                 | HL    | 3/4             | Regions 2: Ce SE - Zones 2: N S                                   |
| *kɪ̀ndʊ́        | Phoenix reclinata             | Arecaceae        |                                        |                                               | LH    | N 3/4           | Regions 4: SW Ce NE SE - Zones 8: E G J K L M P S                 |
| *dàdá         |                               | Arecaceae        | palmier ; palme                        | palm-tree; palm-frond                         | LH    | N 3/4           | Regions 4: SW Ce NE SE - Zones 7: G H L M N P S                   |
| *bádè         |                               | Arecaceae        | palmier sp. ; nervure de palme ; palme | palm-tree; midrib of palm-frond; leaf of palm | HL    | N 3/4, 7/8      | Regions 5: NW SW Ce NE SE - Zones 8: B E G K L M P R              |
| *téndé        | Elaeis guineensis             | Arecaceae        | palmier                                | palm-tree                                     | HH    | N (3/4)         | Regions 4: NW SW NE - Zones 3: A G H                              |
| *téndé        | Elaeis guineensis             | Arecaceae        | palmier                                | palm-tree                                     | HH    | N (3/4)         |                                                                   |
| *tèmbè        | Ensete                        |                  | plantain sauvage                       | wild plantain                                 | LL    | 3               | Regions 1: NE - Zones 1: J                                        |
| *canɪnga      | Faurea sp.                    | Proteaceae       |                                        |                                               |       |                 | Regions 1: Ce - Zones 2: L M                                      |
| *tobo         |                               |                  | prunier sauvage                        | wild plum                                     |       |                 | Regions 2: Ce SE - Zones 3: M N P                                 |
| *bóngò        | Raphia humilis                |                  |                                        |                                               | HL    | 5               | Regions 3: NW SW Ce - Zones 3: B D H                              |
| *kʊndʊ        | Mitragyna rubrostipulata      | Rubiaceae        |                                        |                                               |       | N 3             | Regions 1: NE - Zones 1: E                                        |
| *dʊdʊ         | Chrysophyllum albidum         | Sapotaceae       |                                        |                                               |       |                 | Regions 1: NE - Zones 1: J                                        |
| *pumbʊ        |                               | Tiliaceae        |                                        |                                               |       |                 | Regions 1: NW - Zones 1: C                                        |
| *dʊndʊ        | Celtis sp.                    | Ulmaceae         |                                        |                                               |       |                 | Regions 1: NE - Zones 1: E                                        |
| *jʊpue        | Myrianthus holstii            | Urticaceae       |                                        |                                               |       |                 | Regions 1: NE - Zones 1: J                                        |
| *kudʊ         | Vitex sp.                     | Verbenaceae      |                                        |                                               |       |                 | Regions 1: NE - Zones 3: E G J                                    |
| *kudʊmbʊa__HL | Vitex sp.                     | Verbenaceae      |                                        |                                               |       |                 | Regions 1: NE - Zones 1: J                                        |
| *kútʊ̀         | Vitex sp.                     | Verbenaceae      |                                        |                                               | HL    | 3               | Regions 1: Ce - Zones 2: L M                                      |
| *kútʊ̀kɪnka    | Vitex sp.                     | Verbenaceae      |                                        |                                               | HL__  | 3               | Regions 1: Ce - Zones 1: L                                        |
| *dìgá         |                               | Arecaceae        | noix de palme                          | nut of oil-palm                               | LH    | 3               | Regions 1: NW - Zones 1: C                                        |
| *jʊ̀mbá        | Elaeis guineensis             | Arecaceae        | noix de palme de l'arbre               | palm nut of tree                              | LH    | 11              | Regions 1: NW - Zones 1: C                                        |
| *gàdí         |                               | Arecaceae        | noix de palmier à huile                | nut of oil-palm                               | LH    | N 9/10, (11/10) | Gt 768                                                            |
| *nkòndò       |                               | Musaceae         | banane                                 | banana                                        | LL    | N 5/6, 7/8      | Agglutination de PN 9.                                            |
| *tʊntʊ        | Musa sp.                      | Musaceae         | banane (à bière)                       | banana (for beer), fruit of Musaceae          |       |                 | Regions 1: NE - Zones 1: J                                        |
| *nyamʊjinyʊ   |                               | Musaceae         | banane comestible sp.                  | edible banana sp.                             | HL    | N 9             | Regions 1: NE - Zones 1: J                                        |
| *kòndè        |                               | Musaceae         | banane                                 | banana                                        | LL    | N 5/6, (7/8)    | Regions 4: NW SW Ce NE - Zones 11: A B C D F H K L M N R          |
| *kòndò        |                               | Musaceae         | banane                                 | banana                                        | LL    | N 5/6, 7/8      | Regions 4: NW SW NE - Zones 6: A B C G H K                        |
| *tuka         | Musa sp.                      | Musaceae         | banane (fruit de l'arbre)              | banana (fruit of plant)                       |       |                 | Regions 2: NW SW - Zones 2: C H                                   |
| *kòòndè       |                               | Musaceae         | banane                                 | banana                                        | LLL   | N 5/6, (7/8)    | Pas d'opposition établie V/VV dans ce contexte.                   |
| *kòòndò       |                               | Musaceae         | banane                                 | banana                                        | LLL   | N 5/6, 7/8      | Pas d'opposition établie entre V/ VV dans ce contexte.            |

### Mammifères
| proto-bantou | nom scientifique        | famille     | français           | anglais        | ton | classe        | distribution                                                      |
| ------------ | ----------------------- | ----------- | ------------------ | -------------- | --- | ------------- | ----------------------------------------------------------------- |
| *játɪ́        | Syncerus caffer (nanus) |             | buffle             |                | HH  | N 9/10        | Regions 3: NW SW Ce - Zones 5: B C M N R                          |
| *bògó        | Syncerus caffer         |             | buffle             |                | LH  | N 9/10        | Regions 3: NW Ce NE - Zones 9: A C D E F G J M N                  |
| *pàkàcà      | Syncerus caffer         |             | buffle             |                | LLL | N 9/10        | Regions 3: NW SW Ce - Zones 4: B H K L                            |
| *játɪ̀        | Syncerus caffer (nanus) |             | buffle             |                | HL  | N 9/10        | Regions 1: NW - Zones 1: A                                        |
| *játì        | Syncerus caffer (nanus) |             | buffle             |                | HL  | N 9/10        | Regions 1: NW - Zones 2: A B                                      |
| *nyátɪ̀       | Syncerus caffer (nanus) |             | buffle             |                | HL  | N 9/10        | Regions 5: NW SW Ce NE SE - Zones 9: B C E G M N P R S            |
| *kʊngʊdʊ     | Loxodonta africana      |             | éléphant adulte    | adult elephant |     |               | Regions 1: Ce - Zones 2: L M                                      |
| *jàmbá       | Loxodonta africana      |             | éléphant           | elephant       | LH  | 9/10          | Regions 2: SW Ce - Zones 3: H L R                                 |
| *jègù        | Loxodonta africana      |             | éléphant           | elephant       | LL  | N (9/10)      | Regions 3: NW Ce NE - Zones 3: A J L                              |
| *jògʊ̀        | Loxodonta africana      |             | éléphant           | elephant       | LL  | N 9/10        | Regions 3: SW SE - Zones 2: R S                                   |
| *jògù        | Loxodonta africana      |             | éléphant           | elephant       | LL  | N (9/6), 9/10 | Regions 5: NW SW Ce NE SE - Zones 14: A B C D E F G J K L M N R S |
| *pʊdɪ        | Loxodonta africana      |             | éléphant           | elephant       |     |               | Regions 3: NW NE - Zones 2: B F                                   |
| *conɪ        | Atelerix frontalis      | Erinaceidae | hérisson           | hedgehog       |     |               | Regions 3: SW SE - Zones 2: R S                                   |
| *gʊ̀bú        | Hippopotamus amphibius  |             | hippopotame        | hippopotamus   | LH  | N 9/10        | Regions 2: SW Ce - Zones 3: H K L                                 |
| *gùbʊ́        | Hippopotamus amphibius  |             | hippopotame        | hippopotamus   | LH  | N 9/6, 9/10   | Regions 5: NW SW Ce NE SE - Zones 14: A B C D E F H J K L M N R S |
| *gùbú        | Hippopotamus amphibius  |             | hippopotame        | hippopotamus   | LH  | N 9/6, 9/10   | Regions 2: NW SW - Zones 3: C K R                                 |
| *mondo       | Leptailurus serval      | Felidae     | chat-tigre, serval |                |     |               | Regions 1: NE - Zones 1: J                                        |

#### Antilopes
| proto-bantou | nom scientifique                               | famille    | français            | anglais             | ton | classe           | distribution                                              |
| ------------ | ---------------------------------------------- | ---------- | ------------------- | ------------------- | --- | ---------------- | --------------------------------------------------------- |
| *bindi       | Cephalophus callipygus; Cephalophus nigrifrons |            | antilope            | antelope            | LH  | A                | Regions 1: NW - Zones 1: A                                |
| *bàbàdá      |                                                |            | guib                | bushbuck            | LLH | N 9/10           | Regions 3: Ce NE SE - Zones 4: G N P S                    |
| *pàmbí       |                                                |            | guib                | bushbuck            | LH  | 9                | Regions 2: NW Ce - Zones 2: C D                           |
| *dooko       | Hippotragus niger                              |            | antilope des sables | sable antelope      |     |                  | Regions 2: SW Ce - Zones 2: K L                           |
| *cèpú        | Taurotragus oryx                               |            | éland               |                     | LH  | N (1a/2), (9/10) | Regions 3: SW Ce SE - Zones 5: H K L M P                  |
| *cèkú        | Tragelaphus oryx                               |            | éland               |                     | LH  | N (1a/2), (9/10) | C2 ? Choix arbitraire.                                    |
| *tàmʊ̀        | Tragelaphus oryx                               |            | éland               |                     | LL  | 9                | Regions 1: NE - Zones 1: J                                |
| *cètú        | Tragelaphus oryx                               |            | éland               |                     | LH  | N (1a/2), (9/10) | C2 ? Choix arbitraire.                                    |
| *pàdá        | Aepyceros melampus                             |            | impala              |                     | LH  | N (3/4), 9/10    | Regions 5: NW SW Ce NE SE - Zones 10: C E F G J L M P R S |
| *cʊnʊ        | Aepyceros melampus                             |            | impala              |                     |     |                  | Regions 1: NE - Zones 1: J                                |
| *codongo     | Tragelaphus sp.                                |            | kudu                |                     |     |                  | Regions 1: SW - Zones 2: K R                              |
| *tándadá     | Tragelaphus sp.                                |            | kudu                |                     | H_H | 9                | Regions 1: Ce - Zones 2: L M                              |
| *cɪ́dàbò      | Ourebia ourebi                                 |            | ourébi              | oribi               | HLL | 9                | Regions 1: NE - Zones 1: J                                |
| *kʊcʊ        | Alcelaphus buselaphus                          |            | bubale              |                     |     |                  | Regions 1: SW - Zones 1: R                                |
| *pòngò       | Tragelaphus scriptus                           |            | guib                | bushbuck            | LL  | N 9              | Regions 3: NW NE - Zones 4: A F G J                       |
| *kudupa      | Cephalophus dorsalis                           |            |                     |                     |     |                  | Regions 1: NW - Zones 1: C                                |
| *kʊdʊpa      | Cephalophus dorsalis                           |            |                     |                     |     |                  | Regions 2: NW Ce - Zones 2: C L                           |
| *bambɪ       | Cephalophus sp.                                |            |                     |                     |     |                  | Regions 1: SW - Zones 3: H K R                            |
| *tèngʊ́       | Hippotragus equinus                            |            |                     |                     | LH  | N 9              | Regions 5: NW SW Ce NE SE - Zones 6: C J K L M S          |
| *pùmbó       | Hippotragus sp.                                |            |                     |                     | LH  | 11               | Regions 2: NW Ce - Zones 2: C L                           |
| *gʊ̀dʊ́dʊ      | Oreotragus oreotragus (transvaalensis)         |            |                     |                     | LH_ | 9/10             | Regions 1: SE - Zones 1: S                                |
| *cama        | Reduncinae spp.                                |            |                     | waterbuck, reedbuck |     |                  | Regions 1: Ce - Zones 2: L M                              |
| *jàdìà       | Redunca arundinum                              | Reduncinae |                     | reedbuck            | LLL | 9                | Regions 1: NE - Zones 1: J                                |
| *kókó        | Tragelaphus scriptus                           |            |                     |                     | HH  | 3/4              | Regions 2: NW SW - Zones 2: A H                           |

#### Rongeurs
| proto-bantou | nom scientifique        | famille     | français                     | anglais                  | ton | classe            | distribution                                                      |
| ------------ | ----------------------- | ----------- | ---------------------------- | ------------------------ | --- | ----------------- | ----------------------------------------------------------------- |
| *cèngí       | Thryonomys swinderianus |             | rat des roseaux ; rat-castor | cane-rat; beaver-rat     | LH  | N 9/10            | Regions 3: SW Ce SE - Zones 5: K L M N S                          |
| *cèndí       | Thryonomys swinderianus |             | rat des roseaux ; rat-castor | cane-rat; beaver-rat     | LH  | N 9/10            | Réflexes ambigus de C2 : choix arbitraire.                        |
| *kengi       | Thryonomys swinderianus |             | rat des roseaux ; rat-castor | cane-rat; beaver-rat     |     |                   | Pas d'attestation sûre.                                           |
| *kònjò       |                         |             | rat domestique               | domestic rat             | LL  | N 5               | Regions 1: SE - Zones 1: S                                        |
| *gode        |                         |             | rongeur ; rat                | rodent; rat              |     |                   | Regions 2: NE SE - Zones 2: G S                                   |
| *dʊ̀ngʊ́       |                         |             | porc-épic                    | porcupine                | LH  | N (7/8), 9/10     | Regions 4: SW Ce NE SE - Zones 7: E F G M N R S                   |
| *nʊ̀ngɪ́       |                         |             | porc-épic                    | porcupine                | LH  | N (7/8)           | Règle de Meinhof, cl. 9 attestée en N41.                          |
| *nʊ̀ngʊ́       |                         |             | porc-épic                    | porcupine                | LH  | N 9/10            | Règle de Meinhof.                                                 |
| *nùngʊ́       |                         |             | porc-épic                    | porcupine                | LH  | N 9/10            | Seule attestation plausible: R22.                                 |
| *dʊ̀ngɪ́       |                         | Hystricidae | porc-épic                    | porcupine                | LH  | N                 | Regions 2: SW Ce - Zones 3: K M N                                 |
| *pʊ́kʊ̀        |                         |             | rat ; souris                 | rat; mouse               | HL  | N 1a/2, 5/6, 9/10 | Regions 5: NW SW Ce NE SE - Zones 14: A B C D F G H K L M N P R S |
| *dʊnga       |                         |             | souris (malodorante) sp.     | mouse (ill smelling) sp. |     |                   | Regions 1: Ce - Zones 2: L M                                      |
| *cʊdʊ        | Tatera sp.              | Murides     | souris                       | mouse                    |     |                   | Regions 1: Ce - Zones 1: L                                        |

#### Singes
| proto-bantou | nom scientifique   | famille         | français             | anglais                 | ton | classe | distribution                                         |
| ------------ | ------------------ | --------------- | -------------------- | ----------------------- | --- | ------ | ---------------------------------------------------- |
| *còkó        | Cercopithecus spp. |                 |                      |                         | LH  | N 9/10 | Regions 5: NW SW Ce NE SE - Zones 8: A C D G K L M S |
| *jʊ̀mbʊ́       | Mandrillus sphinx  |                 | mandrill             | mandrill                | LH  | 9/10   | Regions 1: NW - Zones 1: A                           |
| *tʊmbɪdɪ     | Cercopithecus      |                 |                      |                         | N   | 9      | Regions 2: NE SE - Zones 3: G F S                    |
| *gìdà        | Gorilla gorilla    | Cercopithecidae |                      |                         | LL  | N 9    | Regions 2: NW Ce - Zones 3: A C D                    |
| *pʊndʊ       |                    |                 | chimpanzé            | chimpanzee              |     |        | Regions 3: SW NE - Zones 2: J K                      |
| *geje        | Colobus spp.       |                 | colobe noir-et-blanc | black and white colobus |     |        | Regions 1: NE - Zones 1: J                           |

### Oiseaux
| proto-bantou | nom scientifique       | famille          | français                          | anglais                      | ton | classe                                        | distribution                                                          |
| ------------ | ---------------------- | ---------------- | --------------------------------- | ---------------------------- | --- | --------------------------------------------- | --------------------------------------------------------------------- |
| *dègè        |                        |                  | tisserin                          | weaver-bird                  | LL  | N 9/10                                        | Regions 3: NW Ce NE - Zones 7: B C E F G J M                          |
| *joco        |                        |                  | canard sauvage                    | wild duck                    |     |                                               | Regions 1: Ce - Zones 2: L M                                          |
| *tɪ̀ɪ̀tɪ̀       |                        |                  | oiseau chanteur, fauvette         | singing bird, warbler        | LLL | 12                                            | Regions 1: Ce - Zones 2: L M                                          |
| *cʊ́dè        | Colius striatus        | Coliidae         | oiseau coliou                     |                              | HL  | 9/10                                          | Regions 1: NE - Zones 1: J                                            |
| *pʊngʊa      |                        |                  | oiseau de proie sp.               | bird of prey sp.             |     | N 1a                                          | Regions 1: Ce - Zones 2: L M                                          |
| *bemba       |                        |                  | oiseau de proie spp.              | bird of prey spp.            |     |                                               | Regions 1: Ce - Zones 2: L M                                          |
| *kódì        |                        |                  | oiseau de proie spp., faucon spp. | bird of prey spp., hawk spp. | HL  | N (5/6), (7/8), 9/10, 11/10, (12/13), (19/13) | Regions 5: NW SW Ce NE SE - Zones 12: A B C D G J K L M N R S         |
| *kʊ̀tà        |                        |                  | oiseau sp.                        | bird sp.                     | LL  | 3                                             | Regions 1: Ce - Zones 2: L M                                          |
| *dʊ̀kʊ̀        |                        |                  | oiseau sp.                        | bird sp.                     | LL  | N 9                                           | Regions 4: NW NE SE - Zones 3: C J S                                  |
| *dʊmbʊa      |                        |                  | oiseau sp. (volant en groupe)     | bird sp. (flying in group)   |     |                                               | Regions 1: Ce - Zones 2: L M                                          |
| *pʊ́ngʊ́       |                        |                  | aigle ; corbeau ; oiseau de proie | eagle; crow; bird of prey    | HH  | N 5/6, 7/8, 9/10                              | Regions 5: NW SW Ce NE SE - Zones 11: A C E G H J K L N P S           |
| *pʊ́ngʊ̀è      |                        |                  | aigle ; corbeau ; oiseau de proie | eagle; crow; bird of prey    | HLL | N                                             | Regions 3: Ce NE SE - Zones 4: F J L S                                |
| *kʊadi       |                        |                  | aigle pêcheur                     | fish eagle                   |     | N 9                                           | Regions 3: Ce NE SE - Zones 5: J L M N P                              |
| *camba       |                        | Accipitridae sp. | aigle                             | eagle                        |     |                                               | Regions 1: NE - Zones 1: J                                            |
| *poi         |                        |                  | autruche                          | ostrich                      |     |                                               | Regions 3: SW SE - Zones 2: R S                                       |
| *gòmbà       |                        |                  | calao                             | hornbill                     | LL  | 3+9                                           | Regions 1: Ce - Zones 2: L M                                          |
| *cʊʊpe       |                        |                  | canard                            | duck                         |     |                                               | Regions 1: NE - Zones 1: J                                            |
| *cʊecʊe      |                        |                  | canard ; oie                      | duck; goose                  |     |                                               | Regions 1: NW - Zones 1: C                                            |
| *kʊ́mbɪ́       |                        |                  | cigogne sp.                       | stork sp.                    | HH  | N (9/10)                                      | Regions 3: NW SW Ce - Zones 4: C K L R                                |
| *kʊngʊbʊ     |                        |                  | corbeau                           | crow                         |     |                                               | Regions 2: Ce SE - Zones 2: N S                                       |
| *kʊ́mbɪ́       |                        |                  | faucon                            | hawk                         | HH  | N (9/10)                                      | Regions 2: NW Ce - Zones 3: A C L                                     |
| *gʊ̀àdɪ́       |                        |                  | francolin                         | francolin                    | LLH | N (7/8), 9/10                                 | Vérifier les réflexes de NC (contact PN 9 et C1).                     |
| *kʊ̀àdɪ́       | Francolinus natalensis |                  | francolin                         | francolin                    | LLH | N 9/10                                        | Regions 5: NW SW Ce NE SE - Zones 11: A B C H J K L N P R S           |
| *kʊ̀àdé       | Francolinus natalensis |                  | francolin                         | francolin                    | LLH | N (7/8), 9/10                                 | Regions 3: Ce NE SE - Zones 8: E F G J L M N S                        |
| *cambɪ       |                        |                  | grue couronnée                    | crested crane                |     |                                               | Regions 1: NE - Zones 1: J                                            |
| *tʊatʊa      |                        |                  | héron sp.                         | heron sp.                    |     |                                               | Regions 1: Ce - Zones 2: L M                                          |
| *jàngé       |                        |                  | aigrette ; héron                  | heron; egret                 | LH  | N 9                                           | Regions 3: SW Ce NE - Zones 5: E G H J L                              |
| *cukudu      |                        | Strigidae        | hibou                             | owl                          |     |                                               | Regions 1: NW - Zones 2: A C                                          |
| *puɪpuɪ      |                        | Strigidae        | hibou                             | owl                          |     |                                               | Regions 1: Ce - Zones 2: L M                                          |
| *pʊ́ngʊ̀dʊ     |                        | Strigidae        | hibou                             | owl                          | HL_ | N 7                                           | Regions 2: Ce NE - Zones 2: J L                                       |
| *pʊʊnyɪda    |                        | Strigidae        | hibou                             | owl                          |     |                                               | Regions 1: NE - Zones 1: J                                            |
| *bʊembʊeto   |                        | Upupidae         | huppe                             | hoopoe                       |     |                                               | Regions 1: SW - Zones 1: K                                            |
| *nganga      |                        |                  | ibis                              | ibis                         |     |                                               | Regions 1: Ce - Zones 2: L M                                          |
| *jondia      |                        |                  | merle                             | blackbird                    |     |                                               | Regions 1: NE - Zones 1: J                                            |
| *coode       | Passer domesticus      | Ploceidae        | moineau                           | sparrow                      |     |                                               | Regions 2: NW Ce - Zones 2: C L                                       |
| *cʊ̀kʊ̀        |                        |                  | perroquet                         | parrot                       | LL  | N 12                                          | Regions 2: Ce NE - Zones 2: G M                                       |
| *dongo       |                        |                  | perroquet                         | parrot                       |     | N 12                                          | Regions 2: SW Ce - Zones 2: K L                                       |
| *kʊ̀cʊ̀        |                        |                  | perroquet                         | parrot                       | LL  | N (1a/2), (9/6), 9/10                         | Regions 4: NW SW Ce NE - Zones 9: A B C E F H J L M                   |
| *gʊ̀cʊ̀        |                        |                  | perroquet sp.                     | parrot sp.                   | LL  | N 9/10                                        | Pas de réflexes clairs de g .                                         |
| *jʊ́bà        |                        |                  | pigeon                            | pigeon                       | HL  | N 5                                           | Regions 1: SE - Zones 2: P S                                          |
| *pʊ́mpʊ́       |                        |                  | pigeon                            | pigeon                       | HH  | 7+9                                           | Regions 1: NW - Zones 1: C                                            |
| *bɪmbɪ       |                        |                  | pigeon sp.                        | pigeon sp.                   |     |                                               | Regions 1: NW - Zones 1: C                                            |
| *gɪ́bà        |                        |                  | pigeon sp.                        | pigeon sp.                   | HL  | N                                             | Gt ps 216                                                             |
| *jɪ́bà        |                        |                  | pigeon sp.                        | pigeon sp.                   | HL  | N 5/6, 5/10                                   | Regions 3: Ce NE SE - Zones 8: E F G J M N P S                        |
| *jɪ́bà        |                        |                  | pigeon sp.                        | pigeon sp.                   | HL  | N                                             | Gt C1 y /j: voir fiche 1591.                                          |
| *kʊ́ndá       |                        |                  | pigeon sp.                        | pigeon sp.                   | HH  | N (1a/2), 9/10                                | Regions 5: NW SW Ce NE SE - Zones 8: B G H L M N P R                  |
| *bèmbɪ́       |                        |                  | pigeon spp.                       | pigeon spp.                  | LH  | 9                                             | Regions 2: SW Ce - Zones 3: H K L                                     |
| *kángà       |                        |                  | pintade                           | guinea-fowl                  | HL  | N 9/10                                        | Regions 5: NW SW Ce NE SE - Zones 16: A B C D E F G H J K L M N P R S |
| *kòkú        |                        |                  | pintade                           | guinea-fowl                  | LH  | N 11                                          | Regions 1: NW - Zones 1: C                                            |
| *cacɪ        |                        |                  | pique-bœufs                       | tick-bird                    |     |                                               | Regions 1: NE - Zones 1: J                                            |
| *jukʊa       |                        |                  | poule                             | chicken                      |     |                                               | Regions 1: SW - Zones 1: R                                            |
| *kúbà        |                        |                  | poule                             | chicken                      | HL  | N 9/6                                         | Regions 1: NW - Zones 3: A B C                                        |
| *kʊ́kʊ̀        |                        |                  | poule                             | chicken                      | HL  | N 9/10                                        | Distribution provisoirement avec HH, fiche 2021. Tons ?               |
| *kʊ́kʊ́        |                        |                  | poule                             | chicken                      | HH  | N 9/10                                        | Regions 4: SW Ce NE SE - Zones 11: G E F H K L M N P R S              |
| *kʊ́mbʊ́       |                        |                  | poule                             | chicken                      | HH  | 3                                             | Regions 1: Ce - Zones 1: L                                            |
| *cʊ́gé        |                        |                  | poulet, jeune poule               | chicken, young hen           | HH  | 7                                             | Regions 1: NE - Zones 1: J                                            |
| *cʊ̀ì         |                        |                  | poussin                           | chick                        | LL  | 12/13                                         | Regions 1: NE - Zones 2: E J                                          |
| *jò          |                        |                  | rapace spp.                       | raptor spp.                  | L   | 9                                             | Regions 2: Ce NE - Zones 2: D J                                       |
| *dègè        |                        |                  | tisserin                          | weaver-bird                  | LL  | N                                             | Gt 522                                                                |
| *dʊba        |                        |                  | touraco                           | turaco                       |     |                                               | Regions 2: SW Ce - Zones 3: H L M                                     |

### Poissons
| proto-bantou | nom scientifique                  | famille           | français                             | anglais                         | ton  | classe      | distribution                                      |
| ------------ | --------------------------------- | ----------------- | ------------------------------------ | ------------------------------- | ---- | ----------- | ------------------------------------------------- |
| *bonde       | Chrysichthys brachynema           | Bagridae          |                                      |                                 |      |             | Regions 2: Ce NE - Zones 2: D G                   |
| *kèké        | Luciolates stappersi              | Centropomidae     |                                      |                                 | LH   | N 3         | Regions 3: NW Ce NE - Zones 4: C D G J            |
| *nʊ̀ngɪ́       | Grammatotria lemairii             | Cichlidae         |                                      |                                 | LH   | 9           | Regions 2: Ce NE - Zones 2: D J                   |
| *dòmò        | Haplochromis horei                | Cichlidae         |                                      |                                 | LL   | 9           | Regions 2: Ce NE - Zones 2: D J                   |
| *dʊnga       |                                   |                   | poisson salé et séché                | salted and dried fish           | N    | 5           | Regions 1: Ce - Zones 2: L M                      |
| *dombe       |                                   | Clariidae sp.     | poisson silure                       | sheat-fish                      |      |             | Regions 2: SW Ce - Zones 2: K L                   |
| *pàtà        |                                   |                   | poisson sp., avec nageoire venimeuse | fish sp., with venomous flipper | LL   | 11          | Regions 1: Ce - Zones 2: L M                      |
| *bàndà       | Hydrocynus sp.                    | Characidae        | poisson tigre                        | tiger-fish                      | LL   | 9           | Regions 2: Ce NE - Zones 4: D G L M               |
| *kodo        |                                   | Clariidae sp.     | poisson, silure                      | cat-fish                        |      |             | Regions 3: NW NE - Zones 3: A C J                 |
| *càngàdà     | Lates mariae                      | Centropomidae     |                                      |                                 | LLL  | 9           | Regions 2: Ce NE - Zones 2: D G                   |
| *gongo       | Synodontis multipunctatus         | Mochokidae        |                                      |                                 |      |             | Regions 1: Ce - Zones 1: D                        |
| *cimba       | Marcusenius stanleyanus           | Mormyridae        |                                      |                                 |      |             | Regions 2: Ce NE - Zones 2: D J                   |
| *pété        | Ctenopoma kingsleyae              | Anabantidae       |                                      |                                 | HH   | 7/8         | Regions 1: NW - Zones 1: B                        |
| *kʊ́ngá       |                                   | Protopteridae sp. | anguille                             | eel                             | HH   | N 3/4, 9/10 | Regions 4: SW Ce NE SE - Zones 8: D E G L N P R S |
| *kámbà       |                                   | Bagridae sp.      |                                      |                                 | HL   | 9           | Regions 1: NW - Zones 1: C                        |
| *bʊ̀já        | Auchenoglanis occidentalis        | Bagridae          |                                      |                                 | LH   | 7/8         | Regions 1: Ce - Zones 1: D                        |
| *nʊ̀ngú       | Bagrus ubangensis                 | Bagridae          |                                      |                                 | LH   | 3           | Regions 1: Ce - Zones 1: D                        |
| *bʊ̀kʊ̀        | Chrysichthys nigrodigitatus       | Bagridae          |                                      |                                 | LL   | 3/4         | Regions 1: NW - Zones 1: B                        |
| *budʊe       | Chrysichthys brachynema           | Bagridae          |                                      |                                 |      |             | Regions 2: Ce NE - Zones 2: D J                   |
| *tudi        | Chrysichthys thysi                | Bagridae          |                                      |                                 |      |             | Regions 1: NW - Zones 1: B                        |
| *kʊ́kʊ̀        | Parauchenoglanis pantherinus      | Bagridae          |                                      |                                 | HL   | 5/6         | Regions 1: NW - Zones 1: B                        |
| *kaba        | Caranx hippos                     | Carangidae        |                                      |                                 |      |             | Regions 2: NW SW - Zones 2: B H                   |
| *gòmbà       | Lates angustifrons                | Centropomidae     |                                      |                                 | LL   | 9           | Regions 2: Ce NE - Zones 2: D J                   |
| *pídì        | Parachanna obscura                | Channidae         |                                      |                                 | HL   | 3/4         | Regions 1: NW - Zones 1: B                        |
| *pʊngʊ       | Alestes macrolepidotus            | Characidae        |                                      |                                 |      |             | Regions 2: Ce NE - Zones 2: D G                   |
| *jábá        | Alestes macrophthalmus            | Characidae        |                                      |                                 | HH   | 3/4         | Regions 1: NW - Zones 1: B                        |
| *jéngè       | Hepsetus odoe                     | Characidae        |                                      |                                 | HL   | 3           | Regions 1: Ce - Zones 2: D L                      |
| *gòdoko      | Alestes rhodopleura               | Characidae        |                                      |                                 | L__  | 9           | Regions 2: Ce NE - Zones 2: D G                   |
| *bego        | Lamprologus compressiceps         | Cichlidae         |                                      |                                 |      |             | Regions 2: Ce NE - Zones 2: D J                   |
| *dʊnda       | Xenotilapia melanogenys           | Cichlidae         |                                      |                                 |      |             | Regions 2: Ce NE - Zones 2: D J                   |
| *dɪdɪma      | Callochromis macrops melanostigma | Cichlidae         |                                      |                                 |      |             | Regions 2: Ce NE - Zones 2: D J                   |
| *dàdà        | Cyathopharynx furcifer            | Cichlidae         |                                      |                                 | LL   | 5           | Regions 2: Ce NE - Zones 2: D J                   |
| *kóòkó       | Haplotaxodon microlepis           | Cichlidae         |                                      |                                 | HLH  | 11          | Regions 1: Ce - Zones 1: D                        |
| *kègé        | Hemichromis elongatus             | Cichlidae         |                                      |                                 | LH   | 3/4         | Regions 1: NW - Zones 1: B                        |
| *tíndí       | Hemichromis elongatus             | Cichlidae         |                                      |                                 | HH   | 3/4         | Regions 1: NW - Zones 1: B                        |
| *dʊ́dʊà       | Lamprologus elongatus             | Cichlidae         |                                      |                                 | H_L  | 3           | Regions 2: Ce NE - Zones 2: D J                   |
| *jekedede    | Lamprologus callipterus           | Cichlidae         |                                      |                                 |      |             | Regions 2: Ce NE - Zones 2: D J                   |
| *kàdàkàtà    | Lamprologus lemairei              | Cichlidae         |                                      |                                 | LLLL | 7           | Regions 2: Ce NE - Zones 2: D J                   |
| *kʊmbɪ       | Lamprologus modestus              | Cichlidae         |                                      |                                 |      |             | Regions 2: Ce NE - Zones 2: D J                   |
| *púbépúbè    | Limnochromis auritus              | Cichlidae         |                                      |                                 | HHHL | 7           | Regions 2: Ce NE - Zones 2: D J                   |
| *kʊngʊda     | Limnotilapia dardennii            | Cichlidae         |                                      |                                 |      |             | Regions 2: Ce NE - Zones 3: D G J                 |
| *búndú       | Tilapia heudelotii                | Cichlidae         |                                      |                                 | HH   | 7/8         | Regions 1: NW - Zones 3: A B C                    |
| *gòtó        | Clarias gariepinus                | Clariidae         |                                      |                                 | LH   | 9/10        | Regions 2: NW SW - Zones 2: B H                   |
| *dʊ́mɪ́        | Clarias lazera                    | Clariidae         |                                      |                                 | HH   | 9/10        | Regions 1: NW - Zones 1: B                        |
| *càmbàngòdà  | Heterobranchus longifilis         | Clariidae         |                                      |                                 | LLLL | 7           | Regions 1: Ce - Zones 1: D                        |
| *gòdà        | Clarias pachynema                 | Clariidae         |                                      |                                 | LL   | N 9/10      | Regions 3: NW SW Ce - Zones 4: A B D H            |
| *camba       |                                   | Clupeidae sp.     |                                      |                                 |      |             | Regions 2: NW Ce - Zones 2: A D                   |
| *dʊmba       | Stolothrissa tanganicae           | Clupeidae         |                                      |                                 |      |             | Regions 2: Ce NE - Zones 2: D J                   |
| *bíja        | Limnothrissa miodon               | Clupeidae         |                                      |                                 | H_   | 9           | Regions 2: Ce NE - Zones 2: D J                   |
| *cúí         | Barbus compinei                   | Cyprinidae        |                                      |                                 | HH   | N           | Regions 1: NW - Zones 2: A B                      |
| *pʊndi       | Barbus holotaenia                 | Cyprinidae        |                                      |                                 |      |             | Regions 1: Ce - Zones 1: D                        |
| *túngú       | Labeo sp.                         | Cyprinidae        |                                      |                                 | HH   | 3/4         | Regions 1: NW - Zones 1: B                        |
| *pèní        | Raiamas buchholzi                 | Cyprinidae        |                                      |                                 | LH   | 3/4 - 11/10 | Regions 1: NW - Zones 1: B                        |
| *bàdàkà      | Varicorhinus tanganicae           | Cyprinidae        |                                      |                                 | LLL  | 9           | Regions 2: Ce NE - Zones 2: D J                   |
| *cándʊ́       | Distichodus fasciolatus           | Distichodontidae  |                                      |                                 | HH   | 5/6         | Regions 1: NW - Zones 1: B                        |
| *cʊ̀kʊ̀        | Distichodus fasciolatus           | Distichodontidae  |                                      |                                 | LL   | 5/6         | Regions 1: NW - Zones 1: B                        |
| *kʊ̀cɪ̀        | Distichodus hypostomatus          | Distichodontidae  |                                      |                                 | LL   | 9/10        | Regions 1: NW - Zones 1: B                        |
| *dèké        | Malapterurus electricus           | Malapteruridae    |                                      |                                 | LH   | 5/6         | Regions 2: NW SW - Zones 2: B H                   |
| *nyìngì      | Malapterurus electricus           | Malapteruridae    |                                      |                                 | LL   | 5/6         | Regions 1: NW - Zones 2: A B                      |
| *túdá        | Malapterurus electricus           | Malapteruridae    |                                      |                                 | HH   | 9/10        | Regions 1: NW - Zones 2: B C                      |
| *nyɪ̀ka       | Malapterurus electricus           | Malapteruridae    |                                      |                                 | L_   | 9           | Regions 1: NE - Zones 2: G J                      |
| *dòmbó       | Mastacembelus ophidium            | Mastacembelidae   |                                      |                                 | LH   | 3           | Regions 2: Ce NE - Zones 2: D G                   |
| *bòngí       | Synodontis polyodon               | Mochokidae        |                                      |                                 | LH   | 9/10        | Regions 1: NW - Zones 2: A B                      |
| *cʊ́ngʊ̀       | Synodontis polyodon               | Mochokidae        |                                      |                                 | HL   | 9/10 - 3/4  | Regions 1: NW - Zones 1: B                        |
| *pʊ̀ngɪ̀       | Synodontis polyodon               | Mochokidae        |                                      |                                 | LL   | 5/6         | Regions 1: NW - Zones 1: B                        |
| *jàdìtódì    | Boulengeromyrus knoepffleri       | Mormyridae        |                                      |                                 | LLHL | 11/2        | Regions 1: NW - Zones 1: B                        |
| *mònó        | Mugil sp.                         | Mugilidae         |                                      |                                 | LH   | 9/10        | Regions 1: NW - Zones 2: A B                      |
| *dɪgɪdɪ      | Xenomystus nigri                  | Notopteridae      |                                      |                                 |      |             | Regions 1: NW - Zones 1: B                        |
| *cíngá       | Ophiocephalus                     | Ophiocephalidae   |                                      |                                 | HH   | 9           | Regions 1: NW - Zones 1: C                        |
| *cèmbè       | Protopterus aethiopicus congicus  | Protopteridae     |                                      |                                 | LL   | 9           | Regions 3: NW Ce NE - Zones 3: C D G              |
| *combi       |                                   |                   | silure sp., anguille                 | sheat-fish sp., eel             |      |             | Regions 3: SW Ce NE - Zones 3: H J L              |
| *tutu        | Tetraodon                         |                   |                                      |                                 |      |             | Regions 1: Ce - Zones 1: D                        |

### Reptiles et insectes
| proto-bantou | nom scientifique | famille | français              | anglais                     | ton | classe        | distribution                                        |
| ------------ | ---------------- | ------- | --------------------- | --------------------------- | --- | ------------- | --------------------------------------------------- |
| *kèkè        |                  |         | serpent aquatique sp. | aquatic snake sp.           | LL  | 9             | Regions 1: NW - Zones 1: C                          |
| *túɪda       |                  |         | serpent cracheur      | spitting snake              | H__ | N 9           | Regions 1: NE - Zones 1: J                          |
| *dóódó       | Chlorophis sp.   |         | serpent vert          | green snake: Chlorophis sp. | HHH | 3             | Regions 1: Ce - Zones 1: L                          |
| *bòmà        |                  |         | python                | python                      | LL  | N (3/4), 9/l0 | Regions 4: NW SW Ce SE - Zones 9: A B C H K L M R S |
| *cátò        |                  |         | python                | python                      | HL  | N 9/10        | Regions 3: Ce NE SE - Zones 10: D E F G J L M N P S |
| *díémbé      |                  |         |                       | tsetse fly                  | HHH | 12            | Regions 1: Ce - Zones 2: L M                        |